# Douglas Crimp
John Douglas Crimp, né le 19 août 1944 à Cœur d'Alène (Idaho) et mort le 5 juillet 2019 à New York (États-Unis), est un historien de l'art, critique et  commissaire d'exposition américain également militant contre le sida.
Il est connu pour ses contributions savantes dans les domaines des théories et de l'art postmodernes, de la critique institutionnelle, de la danse, du film, de la théorie queer et de la théorie féministe. Ses écrits sont marqués par la conviction de fusionner les mondes souvent disjonctifs de la politique, de l'art et du monde universitaire. De 1977 à 1990, il a été rédacteur en chef de la revue October (en). Avant sa mort, Crimp était professeur Fanny Knapp Allen[Quoi ?] d'histoire de l'art et professeur d'études visuelles et culturelles à l'université de Rochester.

## Travail
Crimp était un critique important dans le développement de la théorie de l'art postmoderne. En 1977, il préside l'exposition influente Pictures à l'Artists Space, dans laquelle ont été présentées les premières œuvres de Sherrie Levine, Jack Goldstein, Philip Smith, Troy Brauntuch et Robert Longo. Deux ans plus tard, il développe la discussion sur les stratégies artistiques postmodernes dans un essai portant le même titre October, incluant Cindy Sherman dans ce qui allait être connu sous le nom de « Pictures Generation ». Dans son essai On the Museum's Ruins paru dans October en 1980, il appliqua les idées de Michel Foucault à une analyse des musées, les décrivant comme une « institution de détention » comparable aux asiles et aux prisons qui font l'objet des enquêtes de Foucault. Ses essais sur l'art postmoderniste et la critique institutionnelle ont été publiés dans le livre On the Museum's Ruins (1993).
En 1987, Crimp a publié un numéro spécial d'October sur le sida, intitulé AIDS: Cultural Analysis/Cultural Activism. Dans son introduction à l'édition, Crimp plaidait pour « des pratiques culturelles participant activement à la lutte contre le SIDA et ses conséquences culturelles ».  Pendant ce temps, il était un membre actif du groupe de militants contre le sida ACT UP à New York. Mourning and Militancy (1989) examine les liens entre les représentations artistiques du deuil et les interventions politiques du militantisme. Crimp soutient que ces deux positions opposées devraient pouvoir coexister. En 1990, il publie avec Adam Rolston un livre intitulé AIDS Demo Graphics sur l'esthétique militante d'ACT UP. Les travaux de Crimp sur le SIDA ont été considérés comme une contribution importante au développement de la théorie queer aux États-Unis. En 2002, Crimp a publié tous ses travaux antérieurs sur le sida dans l'ouvrage Melancholia and Moralism – Essays on AIDS and Queer Politics. La chercheuse féministe Diana Fuss et le critique culturel Phillip Brian Harper ont exhorté Crimp à publier ses notes, "au dîner un soir d'été".
En 2016, Crimp a publié ses mémoires, Before Pictures, sur la relation entre le monde de l'art et le monde gay à New York dans les années 1960 et 1970. Le livre commence dans sa ville natale de l'Idaho, d'où il s'échappe pour New York afin de rédiger des critiques sur ARTnews alors qu'il travaillait au musée Solomon R. Guggenheim. Travaillant comme assistant conservateur au Guggenheim, Crimp note qu'il a été l'un des rares à avoir vu Peinture-Sculpture de Daniel Buren avant son retrait du musée. Crimp détaille ses journées de travail à l'hôtel Chelsea pour le créateur de mode Charles James, passe ses soirées à regarder un film ou un ballet et cofonde le journal d'art October (en). Crimp décrit également la vie nocturne de la ville de New York dans les années 1960 et 1970, avec l'essor des musiques garage, house et disco, ainsi que celui des drogues à des fins récréatives et les fins de soirée de la foule aux côtés de Warhol au Max's Kansas City. Plus tard, Crimp décrit comment il a commencé à concentrer son attention sur l'activisme voué à repenser le sida.

## Mort
Crimp est mort du myélome multiple chez lui à Manhattan le 5 juillet 2019. Il avait 74 ans.